# Dean Acheson
Dean Gooderham Acheson (n. 11 aprilie 1893, Middletown, Connecticut, SUA – d. 12 octombrie 1971, Sandy Spring, Maryland), om politic american (partidul Democrat) a fost secretar de stat (1949-1952) și consilier pentru patru președinți, principalul artizan al politicii externe a Statelor Unite în perioada Războiului Rece de după al doilea Război Mondial. 